# Francesco Lauri
Francesco Lauri (1610 – 1635) è stato un pittore italiano.

## Biografia
Era il figlio maggiore del paesaggista fiammingo Balthasar Lawers - nome italianizzato in Baldassare Lauri - che era stato allievo di Paul Bril e che emigrò da Anversa a Milano e poi Roma, dove si unì alla la Banda dei pittori neerlandesi, una compagnia artistica che accoglieva la turbolenta colonia di pittori, scultori e incisori dei Paesi Bassi e delle Fiandre che avevano gli studi tra piazza di Spagna, via Margutta, via Sistina e via del Babuino. Francesco Lauri aveva un fratello più giovane, Filippo Lauri, anch'egli pittore e che divenne allievo di Angelo Caroselli il quale, nel 1642, sposò in seconde nozze Brigida Lauri, figlia di Baldassare.
Francesco Lauri, attivo a Roma, era un discepolo di Andrea Sacchi. Nella biografia scritta da Filippo Baldinucci è riportato che l'artista dipinse figure a completamento di paesaggi di Claude Lorrain e che collaborò nell'esecuzione della Messa di San Gregorio, nella basilica di Santa Francesca Romana.